# C5H15N3
化学式C5H15N3（摩尔质量：117.20 g/mol）可能指：
- 1,1,1-三氨甲基乙烷，CAS号：15995-42-3
- 1,3,5-戊三胺，CAS号：59821-81-7

|  | 这个同类索引页列出了具有相同分子式的化学物（即同分異構體）条目。 除非您是有意链接至本页，否则应将相应条目的内部链接指向正确的条目。 |